# Domingo Germán
Domingo Germán Polanco (pronúncia espanhola: [xeɾˈman]; (nascido em 4 de agosto de 1992), apelidado de "Sunday" é um jogador profissional de beisebol nascido na República Dominicana que atua como arremessador na Major League Baseball (MLB). Germán assinou com o Flórida Marlins em 2009 e fez sua estreia em 2017 com o New York Yankees. Em 28 de junho de 2023, ele arremessou o 24º jogo perfeito da história da MLB e o primeiro da República Dominicana.